# Tarenna fragrans
Tarenna fragrans är en måreväxtart som först beskrevs av Carl Ludwig von Blume, och fick sitt nu gällande namn av Sijfert Hendrik Koorders och Theodoric Valeton. Tarenna fragrans ingår i släktet Tarenna och familjen måreväxter. Inga underarter finns listade i Catalogue of Life.